# Uliana Pernazza
Uliana Pernazza (Roma, 2 gennaio 1959) è una medaglista italiana.

## Biografia
Nasce insieme alla sorella gemella Daniela, da Otello Pernazza e Maria Fontana.
Studia al 1° Liceo Artistico Statale "Via di Ripetta", dove si diploma a pieni voti. Nel 1978 si iscrive alla Facoltà di Architettura "Valle Giulia", dove, tuttavia, per via degli innumerevoli movimenti studenteschi che incalzavano in quel periodo, la sua frequenza alle lezioni è messa a dura prova, tanto che, dopo solo pochi mesi dall'iscrizione, decide di abbandonare i corsi.
Grazie alla modella del suo liceo artistico viene a conoscenza dell'esistenza della Scuola dell'Arte della Medaglia "SAM", e, nell'ottobre del 1979, dopo aver sostenuto l'esame di ammissione, viene ammessa al biennio. Durante la permanenza nella scuola viene introdotto un terzo anno facoltativo, che Uliana decide di frequentare, terminando così gli studi, non più nel 1982 come previsto, ma nel 1983.
Nel suo percorso di formazione alla SAM, Uliana Pernazza ha sempre dato prova del suo talento, vincendo il concorso della "Medaglia Calendario", concorso interno alla scuola che prevede come premio la coniazione e messa in vendita della medaglia vincitrice, e, nel 1983, il terzo premio alla "1ª Biennale della Medaglia Arte e Turismo 1982" tenutasi a Firenze dal 20 marzo al 3 aprile 1983.
Nello stesso anno la Zecca di Stato indice un concorso per l'assunzione di quattro incisori per monete e medaglie al quale Uliana Pernazza decide di candidarsi. L'esame per diventare incisore si rivela duro ed estenuante, ed ella è costretta a dar sfogo a tutte le sue risorse. Fortunatamente, però, tutti i suoi sforzi non sono vani. Il 31 ottobre 1983 finalmente arriva il tanto atteso esito degli esami, che attesta che Uliana Pernazza, non solo ha superato tutte le prove ed è stata giudicata idonea, ma che, fra tutti i partecipanti al concorso, si è classificata al 1º posto della graduatoria di merito.
Dopo numerose procedure burocratiche, il 1º febbraio 1984 inizia il suo percorso come incisore all'interno della zecca. Tra gli incisori viene indetto un concorso per la realizzazione di tre monete, e Uliana, con i suoi progetti, si aggiudica l'incarico di realizzare la moneta in onore del "Anno Internazionale degli Etruschi", che verrà poi messa in vendita nel 1985. Durante tutto il processo di realizzazione tecnica della sua prima moneta, Uliana fa tesoro dei consigli di Franco Pioli, neo-collega ed ex insegnante di incisione alla Scuola dell'Arte della Medaglia. Grazie a quella moneta Uliana viene premiata dal sindaco del comune di Tarquinia; le viene fatto visitare il museo etrusco della città e le viene concesso di visitare sei tombe generalmente chiuse al pubblico.
Affrontate e superate le problematiche per la realizzazione della prima moneta, la strada si presenta in discesa. A quella degli Etruschi seguono le monete per “l'Anno Internazionale della Pace” e per i "Campionati Mondiali di Calcio" in Messico. Col passare del tempo le competenze tecniche della neo-incisore di zecca aumentano notevolmente, ed è per questo motivo che spesso si trova ad intervenire su monete di altri artisti; ricordiamo le monete di artisti quali, Cretara, Ceroli, Bodini, Longo, Manfrini, Daniele, Veroi, Crisciotti, Principe ecc., che Uliana ha seguito come incisore, e le tante monete modellate per altri Stati, come la Repubblica dell'Algeria, la Repubblica di San Marino, l'Ucraina e lo Stato della Città del Vaticano.
Gli anni passano e Uliana continua a dar prova del suo talento; numerose sono le partecipazioni a mostre nazionali ed internazionali con conseguenti riconoscimenti e premi, ottenuti con le sue monete, in rassegne come "Vicenza Numismatica all'interno della manifestazione "Fiera di Vicenza".
Nel marzo 1995, la direzione della Zecca, nella persona dell'Ing. Nicola Jelpo e Laura Cretara, direttrice della Scuola dell'Arte della Medaglia, incaricano Uliana Pernazza di affiancare, come assistente, il docente di modellazione Maurizio Soccorsi, per poi sostituirlo completamente nell'anno accademico 1995/1996 e diventare a tutti gli effetti la nuova insegnante di progettazione, modellazione e formatura a bassorilievo all'interno di quella che era stata la sua scuola.
Negli anni realizza molte monete, e tra le tante commissioni, ad Uliana viene assegnato l'incarico, dal centro filatelico e numismatico della Repubblica di San Marino, di progettare e realizzare tutta la monetazione per il 2001 (l'ultima serie annuale della lira).
Molte sono anche le medaglie; ricordiamo quelle realizzate per la "Festa Nazionale dell'Unità", quelle per diverse università di Roma (Sapienza, Roma3, Tor Vergata), e quella in occasione del "26º anniversario per il pontificato di Papa Giovanni Paolo II".
Nel 2002 in Italia fa il suo ingresso l'euro e per Uliana le monete da realizzare aumentano notevolmente. Nel 2004 realizza i 2 € commemorativi in occasione del "World Food Programme "Programma Alimentare Mondiale". Tra le tante ricordiamo la moneta su Leonardo da Vinci, con la quale vince un premio al "Vicenza Numismatica", il rovescio per le quattro monete d'oro realizzate in occasione dei giochi invernali di Torino 2006, per arrivare a quella su Luigi Pirandello in uscita nel 2013. Ricordiamo i 100 € d'oro per la Città del Vaticano del 2008 e le numerose monete per San Marino.
Dopo che gli stabilimenti della zecca sono stati spostati presso lo stabile di via Gino Capponi, Uliana si divide tra il mestiere di incisore di zecca e quello di insegnante presso la Scuola dell'Arte della Medaglia.

## Elenco Opere
- 1984 Medaglia Calendario, “Gli animali e il tempo – La chiocciola e la lepre”
- 1984 Medaglia, Premio “Campania Felix”
- 1985 Medaglia, “Alessandro Manzoni 1785-1985”
- 1985 Medaglia, “Settennato Presidenza Italiana Sandro Pertini 1978-1985”
- 1985 Medaglia, “ Universitas Studiorum Romana Sapientiae – 1935-1985”
- 1985 Moneta, 500 £ “Anno degli Etruschi”
- 1986 Medaglia, “Medaglia celebrativa della Festa Nazionale de l'Unità – Milano '86”
- 1986 Moneta, 500 £, “ Anno Internazionale della Pace”
- 1986 Moneta, 500 £, “Campionato Mondiale di Calcio - Messico”
- 1986 Medaglia, per Re Juan Carlos I di Spagna, “Comfee Deratio Europaea “ G. F. Hendel"
- 1986 Medaglia, “Banca d'Italia – Giornata Menichella”
- 1986 Medaglia, commissionata dal Re di Tunisia, “Isola di Kelibia”
- 1987 Medaglia, “Millenario Arcidiocesi di Amalfi”
- 1987 Medaglia, “200° Fondazione Nunziatella”
- 1987 Medaglia, “150° Fondazione Italgas”
- 1987 Medaglie, “Contrade Comune di Scala – Costiera Amalfitana”
- 1988 Medaglia, “1° Decennale Leasint-Leasing Internazionale – Banco S.Paolo di Torino”
- 1988 Medaglia, “25° Fondazione Piccolo Coro dell'Antoniano – Bologna 1963-1988”
- 1988 Francobollo in argento, “ Liceo Ginnasio Statale E. Q. Visconti Roma”
- 1989 Medaglia, “1º Raduno Internazionale Europeo VW Porsche 914 - Riva del Garda”
- 1989 Medaglia, “100° Arsenale Marittimo di Taranto”
- 1989 Monete, dittico 200 – 500 £, “ V Centenario della Scoperta dell'America” (1ª serie l'Uomo)
- 1990 Moneta, 500 £ (dritto), “CEE – Presidenza Italiana” (2ª serie)
- 1990 Medaglia, “25º Anniversario del Traforo del Monte Bianco 1965 – 1990”
- 1990 Medaglia, “40° Fondazione CISNAL”
- 1990 Targa, “Lodigiani Lazio”
- 1991 Moneta, 500 £, “ V Centenario della Scoperta dell'America” (3ª serie le carte)
- 1991 Medaglia, “600º Anniversario dell'Università di Ferrara 391-1991”
- 1992 Moneta, 500 £, “XXV Olimpiade di Barcellona”
- 1992 Medaglia, “500° Scoperta dell'America”
- 1993 Medaglia, “FIGC – Settore Giovanile e Scolastico – Comitato Locale Tivoli”
- 1993 Targa, “FIGC – Settore Giovanile e Scolastico – Comitato Locale Tivoli”
- 1993 Francobollo in argento, “Le Quattro Giornate di Napoli – 1943-1993”
- 1993 Medaglia, “ 50 Anni della Ferrari a Maranello – 1943-1993”
- 1993 Medaglia, “Coppa delle coppe Wembley – Parma”
- 1993 Medaglia, “ENEA - Ente Nazionale Energia e Ambiente”
- 1993 Medaglia, “Medaglia celebrativa della Festa Nazionale de l'Unità – Bologna 93”
- 1993 Medaglia, “I Goti a San Marino – Il Tesoro di Domagnano”
- 1994 Moneta, 1000 £, “Anno Marciano in Venezia”
- 1994 Moneta, 500 £ bimetalliche, “500° Nascita Luca Pacioli”
- 1994 Medaglia, “Ass. Aziende Grafiche Cartotecniche e Trasformatrici di Roma e Provincia - 1944-1994”
- 1995 Targa, “ Presidente della Repubblica Italiana Oscar Luigi Salfaro – 50° C.I.D.A.”
- 1995 Medaglia, “Natali di Roma MMDCCXLVIII Ab Urbe condita”
- 1995 Moneta, 10.000 £, “40º Anniversario della Conferenza di Messina”
- 1996 Moneta, 100.000 £, “ 600º Anniversario della Fondazione della Certosa di Pavia”
- 1996 Medaglia, “ 50º Anniversario ONU – La Scuola Incontra il Sistema delle Nazioni Unite”
- 1996 Medaglia, “75º Anniversario Federazione Italiana Cronometristi - 1921-1996”
- 1996 Medaglia, “ 40° Fondazione Casa Sollievo della Sofferenza S. Giovanni Rotondo – 1956-1996”
- 1997 Medaglia, “40º Anniversario Trattati di Roma – Campidoglio 1957-1997”
- 1997 Targa, “47º Salone Numismatico di Riccione”
- 1997 Medaglia, “47º Salone Numismatico di Riccione”
- 1997 Moneta, 1000 £ (rovescio), “ 200º Anniversario della nascita di Gaetano Donizetti”
- 1997 Moneta, 1000 £ bimetalliche ‘‘L'Italia e l'Europa'’
- 1997 Moneta, 100.000 £, “ 800º Anniversario della Basilica Superiore di San Nicola di Bari”
- 1997 Moneta, 50.000 £, “1600º Anniversario della Morte di S. Ambrogio”
- 1998 Medaglia, “Medaglia celebrativa della Festa Nazionale de l'Unità – Bologna 93”
- 1998 Medaglia, “Festa Polizia di Stato”
- 1998 Medaglia, “Consiglio Nazionale delle Ricerche – Area delle Ricerche Tor Vergata”
- 1999 Medaglia, “Libera Università di Roma – Campus Biomedico”
- 1999 Medaglia, “Roma Campidoglio – 7º Congresso Ginecologia e Cancro”
- 1999 Moneta, 2000 £, “Museo Nazionale Romano”
- 2000 Targa, “50º Salone Numismatico di Riccione”
- 2000 Medaglia, “50º Salone Numismatico di Riccione”
- 2001 Medaglia, “Centenario Banca di Credito Cooperativo di Anagni – 1901-2001”
- 2001 Monete divisionali 2001 Repubblica di San Marino, “17 Secoli di Liberta”
- 2001 Medaglie, (10 rovesci), ‘‘Medaglie dell'Unità - l'Italia delle Regioni'’
- 2002 Monete, 5-10 €, “Benvenuto Euro”
- 2002 Medaglia, “ Canonizzazione di Padre Pio 16- 6 – 2002”
- 2002 Medaglia, “XXX Anniversario della Convenzione Unesco e l'anno delle Nazioni Unite per il Patrimonio Culturale”
- 2002 Medaglia, “ 30º Anniversario Convenzione per il Patrimonio Mondiale UNESCO – Parigi 1972- Venezia 2002”
- 2003 Medaglia, “Ministero della Salute - Ippocrate”
- 2003 Monete, dittico 5-10 €, “ Europa dei Popoli”
- 2004 Moneta, 5€, “50º Anniversario delle trasmissioni televisive in Italia”
- 2004 Medaglia, “26º Anniversario del Pontificato di G. Paolo II – Radici cristiane dell'Europa”
- 2004 Moneta, 2€ commemorativi “ 50° dell'Istituzione del Programma Alimentare Mondiale”
- 2005 Moneta, 5€, ”Antonio Onofri”
- 2005 Moneta, 10 €, “ Pace e Libertà in Europa”
- 2005 Moneta, 20 €, (Rovescio), “ XX Giochi Olimpici Invernali Torino 2006” (1° emissione)
- 2005 Moneta, 20 €, (Rovescio), “ XX Giochi Olimpici Invernali Torino 2006” (2° emissione)
- 2005 Moneta, 20 €, (Rovescio), “ XX Giochi Olimpici Invernali Torino 2006” (3° emissione)
- 2005 Moneta, 50 €, (Rovescio), “ XX Giochi Olimpici Invernali Torino 2006” (1° emissione)
- 2006 Moneta, 5€, ”500° Morte di Andrea Mantegna”
- 2006 Moneta, 10 €, “Personaggi storici - Leonardo da Vinci”
- 2006 Moneta, 10 €, “500º Anniversario della morte di Andrea Mantegna”
- 2006 Moneta, 10 €, “ 60º Anniversario dell'UNICEFF”
- 2007 Moneta, 10 €, “100° Morte di Giosuè Carducci”
- 2007 Moneta, 10 €, “100º Anniversario della Fondazione della Scuola dell'Arte della Medaglia”
- 2008 Moneta, 5€, “30º Anniversario della Fondazione IFAD”
- 2008 Moneta, 100 €, “La Cappella Sistina – La Creazione dell'Uomo”
- 2009 Moneta, 10 €, “100º Anniversario del Premio Nobel Guglielmo Marconi”
- 2009 Moneta, 20 €, “100º Anniversario del Premio Nobel Guglielmo Marconi”
- 2009 Moneta, 10 €, “400º Anniversario della morte di Annibale Carracci”
- 2010 Moneta, 10 €, “400º Anniversario della morte di Caravaggio”
- 2011 Moneta, 5€, “100º Anniversario del Palazzo della Zecca”
- 2011 Moneta, 10 € (Rovescio), “Esploratori europei - Amerigo Vespucci”
- 2011 Monete, dittico 20-50 € (Rovescio), ”Elementi architettonici sammarinesi - Castello della Città di San Marino“
- 2011 Medaglia, “150º Anniversario Marina Militare”
- 2011 Medaglia, “Il PCI nella Storia d'Italia - 70º Anniversario”
- 2012 Moneta, 5€, “500º Anniversario della morte di Amerigo Vespucci”
- 2012 Moneta, 10 €, “Michelangelo Buonarroti”
- 2012 Monete, dittico 20-50 € (Rovescio), ”Elementi architettonici sammarinesi - Castello di Borgo Maggiore “
- 2013 Moneta, 10 €, “Luigi Pirandello”
- 2014 Moneta, 10 €, “Gioachino Rossini”
- 2014 Moneta, 2€ commemorativi “90° della nascita di Giacomo Puccini”
- ____ Targa, “ Polizia di Stato – Sezione Narcotici”
- ____ Targa, “Rotary International – Club Nordest Roma”
- 2015 Moneta, 10 €, “Centenario della prima guerra mondiale”
- 2015 Moneta, 5 €, “Serie Italia delle arti - Umbria - Perugia”
- 2016 Moneta, 5 €, “Serie ville e giardini storici - Villa Cicogni Mozzoni-Bisuschio (Varese)”
- 2017 Moneta, 20 €, “350° della scomparsa di Francesco Borromini”
- 2018 Moneta, 2€ commemorativi “70º anniversario dell'entrata in vigore della Costituzione Italiana”
- 2025 Moneta, 5€ celebrativa “Capitali italiane della cultura: Agrigento“